# Zach Allen
Zachary William-Jacob Allen (New Canaan, Connecticut, 20 de agosto de 1997) más conocido como Zach Allen, es un jugador profesional estadounidense de fútbol americano que se desempeña en la posición de defensive end en Denver Broncos, equipo de la National Football League (NFL).

## Carrera
Fue seleccionado en la tercera ronda en la Reunión Anual de Selección de Jugadores de la NFL de 2019. Hizo su debut profesional con el equipo Arizona Cardinals, en el cual jugó cuatro temporadas (2019-2023), luego pasó a Denver Broncos, donde lleva jugando una temporada.